# Raphaël Mahaim
Pour les articles homonymes, voir Mahaim.
Raphaël Mahaim, né le 31 décembre 1983 à Lausanne (originaire de Hauterive et de Neuchâtel), est un avocat et une personnalité politique suisse du canton de Vaud, membre des Verts.
Il siège au Conseil national à partir de mars 2022.

## Biographie

### Origines et famille
Raphaël Mahaim naît le 31 décembre 1983 à Lausanne. Il est originaire de Neuchâtel et de Hauterive, dans le même canton. 
Son père est chimiste et sa mère juriste. Son grand-père maternel[réf. souhaitée] était député libéral au Grand Conseil du canton de Vaud. Ernest Mahaim, ministre libéral belge, est l'un de ses aïeuls[réf. souhaitée]. Il a une sœur cadette adoptée au Guatemala.
Marié à une psychologue scolaire et père de trois enfants, il habite à Lussy-sur-Morges.

### Études
À l'âge de 13 ans, il passe une année aux États-Unis, au sud de New-York, où son père a été muté. Il obtient une licence en droit et bachelor en sciences de l'environnement de l'Université de Lausanne en 2006. Il décroche ensuite un doctorat en droit à l'Université de Fribourg. 

### Parcours professionnel
Il fait son stage d'avocat dans l'étude de Luc Recordon, qu'il rejoint ensuite comme associé. 
Il est l'un des treize avocats pro bono de la défense lors du procès des activistes de Lausanne action climat en première instance, en janvier 2020,. 
Il fait partie des membres fondateurs de l'association « Avocat·e·s pour le climat » et il est l'un des cinq avocats des Aînées pour la protection du climat, qui obtiennent le 9 avril 2024 la première condamnation d'un État par la Cour européenne des droits de l'homme pour inaction climatique,.

## Parcours politique
Il participe à la création des Jeunes verts vaudois à l'âge de 17 ans, où il rencontre Luc Recordon.
Il siège au Conseil communal (législatif) d'Échichens de 2006 à 2009.
En 2007, à 23 ans, encore étudiant, il est élu au Grand Conseil du canton de Vaud. Il est réélu en 2012 et 2017. Il s'engage notamment pour la fiscalité, l'écologie, la justice sociale et les écoles de musique.
Il succède le 28 février 2022 à Daniel Brélaz au Conseil national, plus tôt que prévu en raison d'un accident domestique dont son prédécesseur est victime,. Il y rejoint la Commission des affaires juridiques (CAJ). Il est réélu en octobre 2023.
En septembre 2022, il est choisi par son parti pour un ticket commun avec le socialiste Pierre-Yves Maillard au Conseil des États lors des élections fédérales de 2023,. Non élu au premier tour, il finit au second avec 14 410 voix de retard sur Pascal Broulis.

## Publication
- Anne-Catherine Menétrey-Savary (dir.), Raphaël Mahaim (dir.) et Luc Recordon (dir.), Tumulte postcorona : les crises, en sortir et bifurquer, Éditions d'en bas, 2020 (ISBN 9782829006173).
- Raphaël Mahaim, Le principe de durabilité et l'aménagement du territoire, Éditions Schulthess, 2014 (ISBN 9783725570386).